# Chaetopelma concolor
Chaetopelma concolor là một loài nhện trong họ Theraphosidae.
Loài này thuộc chi Chaetopelma. Chaetopelma concolor được Eugène Simon miêu tả năm 1873.